# Metro de Marsella

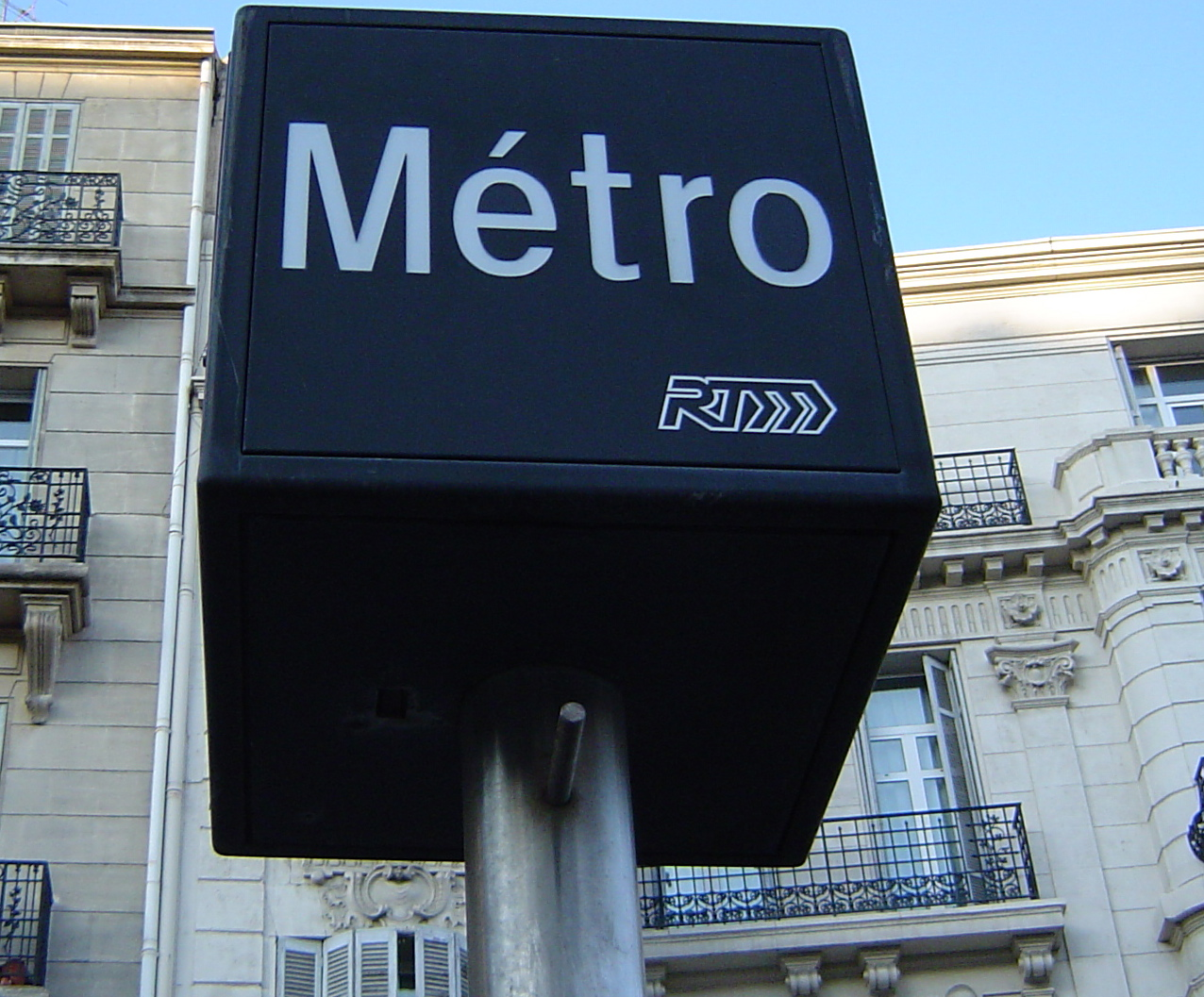
Logo del Metro de Marsella.

El metro de Marsella es un metro sobre neumáticos derivado de la tecnología desarrollada por la RATP para el metro parisino. Fue puesto en funcionamiento por primera vez en 1977. Consta de dos líneas, en parte subterráneas, de una longitud total de 19 km, totalmente situadas en el municipio de Marsella. Están en curso dos prolongaciones: la primera, en la línea 1, está actualmente en obras; la segunda está aún en fase de estudio.
Es un servicio público municipal administrado y controlado por la Régie des transports de Marseille (RTM).

## Líneas
| Línea   | Color | Trayecto                                          |
| ------- | ----- | ------------------------------------------------- |
| Línea 1 | Azul  | La Fourragère - La Rose                           |
| Línea 2 | Roja  | Capitaine Gèze - La Cabucelle - Sainte-Marguerite |

### Línea 1
- La Fourragère
- St Barnabé
- Louis Armand
- La Blancarde
- La Timone
- Baille
- Castellane
- Estrangin - Préfecture
- Vieux-Port - Hotel de ville
- Colbert - Hotel de région
- St Charles
- Réformés Canebière
- Cinq avenues Longchamp
- Charteux
- St Just - Hôtel de département
- Malpassé
- Frais Vallon
- La Rose - Tecnópolis de château Gombert

### Línea 2
- Capitaine Gèze - La Cabucelle en obra
- Bougainville
- National
- Désirée Clary
- Joliette
- Jules Guesde
- St Charles
- Noailles
- Notre Dame du Mont - Cours Julien
- Castellane
- Périer
- Prado
- Ste Marguerite Dromel